# Liste der Baudenkmäler in Hiddenhausen
Die Liste der Baudenkmäler in Hiddenhausen enthält die denkmalgeschützten Bauwerke auf dem Gebiet der Gemeinde Hiddenhausen im Kreis Herford in Nordrhein-Westfalen (Stand: Mai 2022). Diese Baudenkmäler sind in der Denkmalliste der Gemeinde Hiddenhausen eingetragen; Grundlage für die Aufnahme ist das Denkmalschutzgesetz Nordrhein-Westfalen (DSchG NRW).

| Bild                                                         | Bezeichnung | Lage                                                     | Beschreibung | Bauzeit             | Eingetragen seit                               | Denkmal- nummer |
| ------------------------------------------------------------ | --- | -------------------------------------------------------- | --- | ------------------- | ---------------------------------------------- | --------------- |
| weitere Bilder                                               | Herrenhaus mit den drei westlich und nordwestlich davor gelegenen Fachwerknebengebäuden und dem umgebenden Park  | Hiddenhausen Maschstraße 16, 18, 26 Karte                | | 17.–18. Jahrhundert | 06.02.1985                                     | 1               |
| weitere Bilder                                               | Orangerie | Hiddenhausen Maschstraße 18 Karte                        | |                     | 03.07.1995                                     | 1.1             |
| weitere Bilder                                               | Erbbegräbnis | Hiddenhausen Maschstraße 18 Karte                        | |                     | 20.12.2000                                     | 1.2             |
| Scheune von 1938 (4. Scheune)                                | Scheune von 1938 (4. Scheune)                                                                                    | Hiddenhausen Maschstraße 18 Karte                        | | 1938                | 20.12.2000                                     | 1.3             |
| weitere Bilder                                               | Gut Bustedt mit der Vorburg, den Nebengebäuden und den Gräfteanlagen                                             | Hiddenhausen Gutsweg 35 Karte                            | |                     | 06.02.1985                                     | 2               |
| weitere Bilder                                               | Ev. Kirche St. Gangolf                                                                                           | Hiddenhausen Löhner Straße 201 Karte                     | |                     | 06.02.1985                                     | 3               |
| BW                                                           | Kirchenausstattung der Ev. Kirche St. Gangolf                                                                    | Hiddenhausen Löhner Straße 201 Karte                     | Zu der Kirchenausstattung der Pfarrkirche St. Gangolf gehören die folgenden Objekte: Marienglocke von 1509, Michelin-Glocke von 1667, Johannesfenster von 1911, Salvatorfenster von 1911, 2 Wappenfenster von 1911, Kirchenbänke von 1883, 2 Brüstungswangen von 1883, 2 Wandbänke von 1883, 2 Wandbänke um 1939, Hochaltar um 1520, Kanzel von 1673, Taufe von 1673, Orgelprospekt von 1722, Malereien: Teile der ehem. Südemporenbrüstung von 1673, Teile der ehem. Ostemporenbrüstung von 1697, Epitaph Holzbildtafel von 1719, Epitaph Holzbildtafel von 1794, Totenschilder von 1767, 1782 und 1809. |                     | 22.07.2002                                     | 3.1             |
| Altes Pfarrhaus                                              | Altes Pfarrhaus                                                                                                  | Hiddenhausen Löhner Straße 204 Karte                     | |                     | 06.02.1985                                     | 4               |
| Gebäude als ehemalige Apotheke                               | Gebäude als ehemalige Apotheke                                                                                   | Hiddenhausen Löhner Straße 210 Karte                     | |                     | 06.02.1985                                     | 5               |
| Heuerlingshaus                                               | Heuerlingshaus                                                                                                   | Hiddenhausen Meisterstraße 10 Karte                      | |                     | 06.02.1985                                     | 6               |
| weitere Bilder                                               | Fachwerkwohnhaus                                                                                                 | Lippinghausen Drosselweg 36 Karte                        | |                     | 06.02.1985                                     | 7               |
| weitere Bilder                                               | Fachwerknebengebäude                                                                                             | Lippinghausen Drosselweg 36 Karte                        | |                     | 08.07.1997                                     | 7.1             |
| weitere Bilder                                               | Kötterhaus von 1814 (transloziert um 2002 aus Vlotho OT Exter-Solterwisch, ehem. zu S. Nr. 2)                    | Lippinghausen Drosselweg 38 Karte                        | | 1814                | 28.10.2002                                     | 7.2             |
| weitere Bilder                                               | Altes Schulgebäude „Museumsschule Hiddenhausen“                                                                  | Schweicheln-Bermbeck Blumenstraße 60 Karte               | | 1847                | 06.02.1985                                     | 8               |
| Deelentorgestell                                             | Deelentorgestell                                                                                                 | Schweicheln-Bermbeck Wolfsweg 1 Karte                    | |                     | 06.02.1985                                     | 9               |
| weitere Bilder                                               | Buchenhof | Schweicheln-Bermbeck Herforder Straße 239 Karte          | |                     | 06.02.1985                                     | 10              |
| weitere Bilder                                               | Deelentorgestell                                                                                                 | Oetinghausen Ortsweg 31 Karte                            | |                     | 06.02.1985                                     | 11              |
| Deelentorgestell                                             | Deelentorgestell                                                                                                 | Oetinghausen Holtstraße 5 Karte                          | 2011 abgerissen |                     | 06.02.1985 Eintragung gelöscht                 | 12              |
| Heuerlingshaus                                               | Heuerlingshaus                                                                                                   | Oetinghausen Holtstraße 1 Karte                          | 2011 abgerissen |                     | 06.02.1985 Eintragung gelöscht                 | 13              |
| weitere Bilder                                               | Deelentorfassade                                                                                                 | Sundern Lippinghauser Straße 101 Karte                   | Reitsportanlage Berg |                     | 11.02.1986                                     | 14              |
| Deelentorbogen                                               | Deelentorbogen                                                                                                   | Eilshausen Bünder Straße 300 Karte                       | |                     | 20.03.1986                                     | 15              |
| Deelentorfassade                                             | Deelentorfassade                                                                                                 | Eilshausen Kampstraße 47 Karte                           | |                     | 11.02.1986                                     | 16              |
| Wirtschaftsgebäude (Bauernhaus)                              | Wirtschaftsgebäude (Bauernhaus)                                                                                  | Schweicheln-Bermbeck Herforder Straße 91 Karte           | |                     | 11.02.1986                                     | 17              |
| Wirtschaftsgebäude (Bauernhaus und Fachwerkscheune)          | Wirtschaftsgebäude (Bauernhaus und Fachwerkscheune)                                                              | Hiddenhausen Mühlenstraße 4 Karte                        | |                     | 11.02.1986 Eintragung Fachwerkscheune gelöscht | 18              |
| weitere Bilder                                               | Deelentorfassade                                                                                                 | Oetinghausen Milchstraße 171 Karte                       | Hof Düsediekerbäumer |                     | 11.02.1986                                     | 19              |
| weitere Bilder                                               | Die nördliche Front und die West- und Ostseite des Bauernhauses sowie der westlich dieses Hauses stehende Kotten | Oetinghausen Ortsweg 24 Karte                            | |                     | 11.02.1986                                     | 20              |
| weitere Bilder                                               | Deelentorfassade                                                                                                 | Sundern Im Oberen Sundern 39 Karte                       | |                     | 11.02.1986                                     | 21              |
| weitere Bilder                                               | Deelentorfassade                                                                                                 | Sundern Bünder Straße 121 Karte                          | Bekannt als Bäumerhof / Hof Niederbäumer |                     | 04.01.1991                                     | 22              |
| Deelentorfassade                                             | Deelentorfassade                                                                                                 | Sundern Bünder Straße 94 Karte                           | abgerissen |                     | 11.02.1986 Eintragung gelöscht                 | 23              |
| weitere Bilder                                               | Pferdegöpel | Lippinghausen Ziegelstraße 93 Karte                      | | 19. Jahrhundert     | 11.02.1986                                     | 24              |
| Deelentorfassade                                             | Deelentorfassade                                                                                                 | Hiddenhausen Löhner Straße 252 Karte                     | |                     | 22.12.1989                                     | 25              |
| Villengebäude, Park „Taurus House“                           | Villengebäude, Park „Taurus House“                                                                               | Lippinghausen Milchstraße 17 Karte                       | |                     | 12.11.1990                                     | 26              |
| weitere Bilder                                               | Ehemalige Zigarrenfabrik und Wohnhaus                                                                            | Eilshausen Bruchstraße 40 Karte                          | |                     | 23.07.1992                                     | 27              |
| Ehemalige Zigarrenfabrik mit Wohnhaus                        | Ehemalige Zigarrenfabrik mit Wohnhaus                                                                            | Eilshausen Bünder Straße 372 Karte                       | |                     | 09.02.1994                                     | 28              |
| Kriegerehrenmal                                              | Kriegerehrenmal                                                                                                  | Lippinghausen Zum Friedhof/Taubenweg Karte               | |                     | 25.04.1994                                     | 29              |
| weitere Bilder                                               | Kriegerehrenmal                                                                                                  | Schweicheln-Bermbeck Müllerweg (Friedhof Bermbeck) Karte | |                     | 25.04.1994                                     | 30              |
| weitere Bilder                                               | Kriegerehrenmal                                                                                                  | Sundern Hinterm Busche (Friedhof Sundern) Karte          | |                     | 25.04.1994                                     | 31              |
| weitere Bilder                                               | Meylip-Uhrenturm                                                                                                 | Lippinghausen Rathausstraße 1 Karte                      | etwa 11 m hoher Uhrenturm der ehemaligen Margarinefabrik Meyer-Lippinghausen (MeyLip), früherer Dachreiter des abgebrochenen Kontorhauses des Unternehmens, Ende des 20. Jahrhunderts zur Erinnerung und als Wahrzeichen am Rathaus aufgestellt, restauriertes Uhrwerk gebaut 1904 von der Firma Ed. Korfhage & Söhne aus Melle | 1905                | 19.07.1994                                     | 32              |
| Kriegerehrenmal                                              | Kriegerehrenmal                                                                                                  | Lippinghausen Dorfstraße 36 Karte                        | |                     | 20.02.1995                                     | 33              |
| weitere Bilder                                               | Kriegerehrenmal                                                                                                  | Eilshausen Bünder Straße (bei Nr. 342) Karte             | |                     | 20.02.1995                                     | 34              |
| weitere Bilder                                               | Kriegerehrenmal                                                                                                  | Hiddenhausen Löhner Straße (bei Nr. 201) Karte           | |                     | 20.02.1995                                     | 35              |
| weitere Bilder                                               | Kirchturm | Lippinghausen Mittelpunktstr. 55 Karte                   | |                     | 20.02.1995                                     | 36              |
| Waldgrab                                                     | Waldgrab | Schweicheln-Bermbeck Schweichelner Wald -Ostseite- Karte | Auf der Grabplatte steht: „Hier ruht in Gott die treue Stütze seiner Mutter und Geschwister Carl Theodor Werner Meinders, geb. 18.8.1820, gest. 6.3.1850.“ |                     | 08.07.1997                                     | 37              |
| Fachwerkkotten                                               | Fachwerkkotten                                                                                                   | Hiddenhausen Löhner Straße 219 Karte                     | |                     | 29.12.1995                                     | 38              |
| Historisches Wohnhaus                                        | Historisches Wohnhaus                                                                                            | Eilshausen Löhner Straße 285 Karte                       | |                     | 03.07.1995                                     | 39              |
| weitere Bilder                                               | Altes Schulgebäude                                                                                               | Eilshausen Bünder Straße 369 Karte                       | |                     | 03.07.1995                                     | 40              |
| Backsteinwohnhaus                                            | Backsteinwohnhaus                                                                                                | Eilshausen Löhner Straße 303 Karte                       | |                     | 03.07.1995                                     | 41              |
| Backsteinwohnhaus                                            | Backsteinwohnhaus                                                                                                | Eilshausen Bünder Straße 367 Karte                       | |                     | 19.03.1998                                     | 42              |
| Translozierte Fachwerkscheune „Begegnungszentrum Eilshausen“ | Translozierte Fachwerkscheune „Begegnungszentrum Eilshausen“                                                     | Eilshausen Erdbrügge 12 Karte                            | |                     | 20.12.1999                                     | 43              |
| Altgebäude des historischen Gasthofes                        | Altgebäude des historischen Gasthofes                                                                            | Eilshausen Bünder Straße 378 Karte                       | |                     | 03.07.1995                                     | 44              |
| Zweiständerhallenhaus                                        | Zweiständerhallenhaus                                                                                            | Hiddenhausen Ravensberger Straße 44 Karte                | |                     | 15.03.2002                                     | 45              |
| Kötterhaus (Mitte 19. Jh.)                                   | Kötterhaus (Mitte 19. Jh.)                                                                                       | Schweicheln-Bermbeck Alter Kirchweg 17 Karte             | Heuerlingskotten, Fachwerkgebäude am Originalstandort (dem Hof Holzgräfe zugehörig), 2004 restauriert, seit 2005 von der Museumsschule Hiddenhausen genutzt | 19. Jahrhundert     | 17.10.2003                                     | 46              |
| weitere Bilder                                               | Fachwerkspeicher um 1800 (transloziert)                                                                          | Schweicheln-Bermbeck Blumenstraße 60 Karte               | Fachwerkgebäude auf dem Gelände der Museumsschule Hiddenhausen, 2004 vom ursprünglichen Standort in Löhne-Halstern transloziert | um 1800             | 14.06.2004                                     | 47              |
| BW                                                           | Erbbegräbnis Meyer-Lippinghausen                                                                                 | Lippinghausen Im Schweichelner Wald Karte                | |                     | 17.05.2022                                     | 48              |